# 日本酪農科学会
日本酪農科学会（にほんらくのうかがくかい、英語: Japanese Dairy Science Association (JDSA)）は、日本の学術研究団体の一つ。

## 概要
1951年10月1日設立。学術研究団体としての種別は単独学会。
畜産学に関する学術研究領域の中でも、とくに「酪農科学（Dairy Science）」の研究分野に特化し、学術研究の発表および会員相互の科学情報の収集・交換の場としてその進歩普及を図り、もって学術、文化の発展に寄与することを目的としている。
連合体として日本畜産学会、日本農芸化学会を含む。

## 沿革
- 1951年 - 東北酪農化学研究会設立（前身）。
- 1961年 - 日本酪農科学研究会に改称。
- 1976年 - 日本酪農科学会に改称。

## 刊行物

### ミルクサイエンス
- 誌名（和文）：ミルクサイエンス
- 誌名（欧文）：Milk Science
- 創刊年：1951
- 資料種別：ジャーナル（査読付き論文を含む）
- 使用言語：日英混在
- 発行形態：eジャーナル
- 著作権帰属先：学会
- クリエイティブコモンズ：定めていない
- 購読：無料